# ハンス・ガンシュ
ハンス・ガンシュ（Hans Gansch、1953年4月13日 - ）は、オーストリア生まれのトランペット奏者。

## 略歴
ニーダーエースターライヒ州キルンベルクに生まれる。ブルックナー音楽院から1974年、リンツ・ブルックナー管弦楽団の首席トランペット奏者となる。1976年まで務めた後、1982年まではオーストリア放送交響楽団の首席トランペット奏者、1982年からウィーン国立歌劇場とウィーン・フィルハーモニー管弦楽団のトランペット奏者となり、1985年からはウィーン・フィルの首席となる。小澤征爾指揮で1996年3月に行われた『アルプス交響曲』のレコードを最後にウィーン・フィルを退団したと言われている。
1997年からは、ザルツブルク・モーツァルテウム音楽院教授。また、金管五重奏団のアート・オブ・ブラス・ウィーン、プロ・ブラスに参加していた他、ブリティッシュ・スタイルの金管バンドのコルネット奏者として活動していた。共にオーストリアに本拠地を置く金管バンドBrass Band Fröschl HallとBrass Band Oberösterreichで首席コルネット奏者として録音を残している。Brass Band Oberösterreichとはヨーロッパ・ブラスバンド選手権にも出場している。
2013年に60歳の誕生日を迎えた直後に聴衆の前でソロを吹いたのを最後に引退した。まだ上手いうちに引退することはかなり前から計画していたことだという。
弟のトーマス・ガンシュもトランペット奏者である。ベルリン・フィルハーモニー管弦楽団首席トランペット奏者（2019年現在）のガボール・タルケヴィと親交があり、多大な影響を受けたとタルケヴィは語っている。

## エピソード
農場を経営する父のもとで生まれ、11歳の時にトランペットを始める。始めて数年経つと常軌を逸した練習量をこなすようになり、間違えずに吹けるまで100回もソロ曲を練習したこともあったという。10代後半からはビアガーデンやダンス・バンドでの演奏がメインだったが、才能を見出されて21歳の時にリンツ・ブルックナー管弦楽団のオーディションに招待され合格した。ビアガーデンなどで軽音楽を演奏していた状態からオーディションを受けるまでに2週間しか準備期間がなかったが、なんとかクラシックの柔らかい吹き方を身につけた。このような破天荒なキャリアのため、オーケストラに入団した当初はC管トランペットを吹いた経験がほぼなく、なんと移調もできないような状態だったという。ビアガーデンにいた頃はなんとなくビッグバンド奏者になりたいと思っていて、メイナード・ファーガソンが憧れだった。そのクラシックに馴染みきれていないプレイスタイルから、オーケストラの同僚に非難されることもあった。
音楽の根本的に最も重要な要素は美しい音色だと考えている。これは同氏の稀有な音色を聞いたことのある人にとっては納得の考えだろう。また聴衆を前にした演奏でもほぼ緊張することがなく、その理由として「脳外科の手術をやるのとは違うのだから、ミスをしても人が死ぬ訳じゃない。」と述べている。ただしウィーン・フィルのオーディションの時だけは緊張で足が震えた。自身の長期にわたるキャリアを支えたのは「どんな不具合があろうと、言い訳をせずに黙って仕事を全うする」という姿勢だと考えているという。
引退した後もたまに楽器を吹くが、練習不足によって「クソみたいな音しか出ない」からあまり吹かないと語っている(それでも並の奏者とは比べられないほど素晴らしい音を出すのだろうが！)。

## 録音

### ソロ
- Trumpet Concertos
オーケストラ伴奏：マルティン・ジークハルト指揮・スピリット・オブ・ヨーロッパ、2009年録音
ハイドン、フンメルのトランペット協奏曲、アルビノーニ、マルチェルロのオーボエ協奏曲。フンメルは原調（ホ長調）で演奏されている[3]。
- Trompeten Karneval
吹奏楽伴奏：ライプツィヒ放送吹奏楽団、2000年録音
『ヴェニスの謝肉祭』ほか[3]
- Trompetenmusik des 20. Jahrhunderts（20世紀の作曲家によるトランペットの音楽）
ピアノ伴奏：島紀子、1999年録音
エネスク『伝説』ほか[3]
- TROMPETENKONZERTE
オーケストラ伴奏：カメラータ・アカデミア・ザルツブルク、1994年録音
ハイドン・フンメルの他、L.モーツァルト、テレマン、ヴィヴァルディのトランペット協奏曲収録[4]

### ブリティッシュ・ブラスバンド
- In Concert
バンド：Hannes Buchegger指揮・Brass Band Fröschl Hall、2006年録音
全曲に首席コルネット奏者(Principal)として参加。ソロ曲は"Song and Dance", "Ballade", "Ashokan Farewell"。[5]
- Special Moments
バンド：Hannes Buchegger指揮・Brass Band Oberösterreich、2010年録音
マルチェルロのオーボエ協奏曲が収録されている[6]。

他

### アンサンブル・デュエット
- Gansch meets Höfs
伴奏：Virtuosi di Praga 他、2005年録音
マティアス・ヘフスとのデュエット・レコード[7]。
- Strauss and Co
金管五重奏団：Art of Brass Vienna、1998年録音
ヨハン・シュトラウス親子の作品を金管五重奏にアレンジした曲を多数収録している[8]。

### ウィーン・フィルハーモニー管弦楽団
インタビューなどでガンシュが首席を吹いていることが確実視されている録音：
- バーンスタイン指揮：
  - マーラー交響曲第5番（1987年）
  - ショスタコーヴィチ交響曲第6番&9番（1985年、1986年）は同カップリングのDVDと同じ演奏ならばガンシュが演奏していることが映像で確認できる。
- 小澤征爾指揮：アルプス交響曲（1996年）

音色などから判断してガンシュが首席を吹いていると思われる録音（参考）：
- アンドレ・プレヴィン指揮：展覧会の絵（1985年）、ツァラトゥストラはかく語りき（1988年）、英雄の生涯（1989年）、ドン・ファン（1991年）、薔薇の騎士組曲（1992年）
- 小澤征爾指揮：シェヘラザード（1993年）、ドヴォルザーク交響曲第9番「新世界より」（1991年、フィリップス社の同CDでカップリングされている交響曲第8番は別の奏者が首席だと思われる）
- レヴァイン指揮：三大バレエ組曲（1992年）
- ジュリーニ指揮：ブルックナー交響曲第7番（1986年）
- バーンスタイン指揮：シベリウス交響曲2番&7番（1986年、1988年）、マーラー交響曲第6番（1988年）
- アバド指揮：ブルックナー交響曲第4番「ロマンティック」（1991年）
- ドホナーニ指揮：チャイコフスキー交響曲第4番 & 荘厳序曲「1812年」（1991年）

## Schagerl社とのシグネチャー・モデル
オーストリアの楽器メーカーSchagerl社の公式アーティストとして活躍していて、同社が主催する Schagerl Brass Festival への出演の他シグネチャーモデルも開発している。
Meister Series Mod.Hans Gansch GP (B♭管ロータリートランペット)、Signature Series Cornet Hans Gansch (B♭管ショートコルネット)、Signature Cornet Mouthpiece Hans Gansch (ブリティッシュスタイル用のコルネットマウスピース、C1〜C3の3内径サイズあり。C1の内径はBachの1-1/2C相当)などが発売されている。